# مرا به یاد بیاور
 " مرا به یاد بیاور " ترانه ای از فیلم کوکو است که توسط رابرت لوپز و کریستن اندرسون-لوپز نوشته شده است. این ترانه به طور متفاوتی در داخل فیلم توسط بنجامین برت ، گائل گارسیا برنال ، آنتونی گونزالز و آنا اولفیا مورگوئا اجرا میشود. میگل و ناتالیا لافورکاده نسخه پاپی از این ترانه را اجرا می کنند که در لحظه های آخر فیلم نشان داده شده است. کارلوس ریورا یک نسخه جلد از این آهنگ را با عنوان "Recuérdame" برای آلبوم موسیقی متن فیلم با دوبله اسپانیایی اجرا کرد. این ترانه برنده جایزه بهترین ترانه در نودمین دوره جوایز اسکار سال ۲۰۱۸ شد.

## جوایز
"مرا به یاد بیاور" جایزه اسکار بهترین ترانه را برد (با این پیروزی ، آهنگساز رابرت لوپز به اولین کسی که دوبار ای جی او تی «کسی که امی، گرمی، اسکار و تونی را برنده شده» را برنده شده تبدیل می شود). این ترانه همچنین برنده جایزه فیلم انجمن منتقدان پخش فیلم برای بهترین ترانه شد و نامزد دریافت جایزه گلدن گلوب بهترین ترانه غیراقتباسی و جایزه گرمی برای بهترین ترانه نوشته شده برای رسانه تصویری شد.
| جایزه                           | دسته بندی                                | نتیجه    |
| ------------------------------- | ---------------------------------------- | -------- |
| جوایز اسکار                     | بهترین ترانه                             | برنده    |
| انجمن منتقدان پخش فیلم          | بهترین ترانه                             | برنده    |
| اتحادیه منتقدان فیلم جورجیا     | بهترین ترانه                             | برنده    |
| جوایز گلدن گلوب                 | بهترین ترانه غیراقتباسی                  | نامزدشده |
| جوایز گرمی                      | بهترین ترانه نوشته شده برای رسانه تصویری | نامزدشده |
| جوایز انجمن صنفی ناظران موسیقی  | بهترین ترانه برای یک فیلم                | نامزدشده |
| جوایز انجمن منتقدین فیلم هوستون | بهترین ترانه                             | برنده    |